# Harmogenanina implicata
Harmogenanina implicata es una especie de molusco gasterópodo de la familia Helicarionidae en el orden de los Stylommatophora.

## Distribución geográfica
Es endémica de Mauricio